# The Girls on the Bus
The Girls on the Bus är en amerikansk politisk dramaserie som hade premiär den 14 mars 2024 på strömningstjänsten HBO Max. Första säsongen består av 10 avsnitt. Serien är skapad av Amy Chozick and Julie Plec, och baserad på Chozicks memoarer.

## Handling
Serien kretsar kring fyra kvinnliga journalister som följer följer presidentkandidatens kampanj.

## Rollista (i urval)
- Melissa Benoist – Sadie McCarthy
- Natasha Behnam – Lola
- Christina Elmore – Kimberlyn
- Brandon Scott
- Carla Gugino – Grace
- Scott Foley
- Rose Jackson-Smith – Annie
- Griffin Dunne – Bruce Turner
- Becky Ann Baker – Norah McCarthy